# Политотдел (клуб по хоккею на траве)
«Политотдел» — бывшая советская женская команда по хоккею на траве, представлявшая Ташкентскую область. Двукратный призёр чемпионата СССР.

## История создания
Женская команда по хоккею на траве была создана в 1979 году при колхозе-миллионере «Политотдел», который располагался в Верхнечирчикском районе Ташкентской области. Сельхозпредприятие также содержало одноимённую мужскую футбольную команду второй лиги.
Значительную часть команды составляли советские кореянки. Тренером команды назначили бывшего фигуриста Игоря Хвана.
Колхоз заботился о хоккеистках: в их распоряжении было несколько полей (игровое и тренировочное), столовая специально готовила для команды. «Политотдел» считался второй хоккейной командой республики после «Андижанки».

## Всесоюзные турниры
В первых четырёх женских чемпионатах СССР «Политотдел» не попал в число призёров, но постепенно прогрессировал и в 1983 году впервые выиграл бронзовые медали.
В 1986 году хоккеистки «Политотдела» Малахат Усманова и Людмила Ли в составе сборной Узбекской ССР завоевали серебряные награды летней Спартакиады народов СССР.
В 1989 году «Политотдел» достиг высшего результата в истории клуба, став серебряным призёром чемпионата страны.
После распада Советского Союза клуб прекратил существование.